# Cleristorio

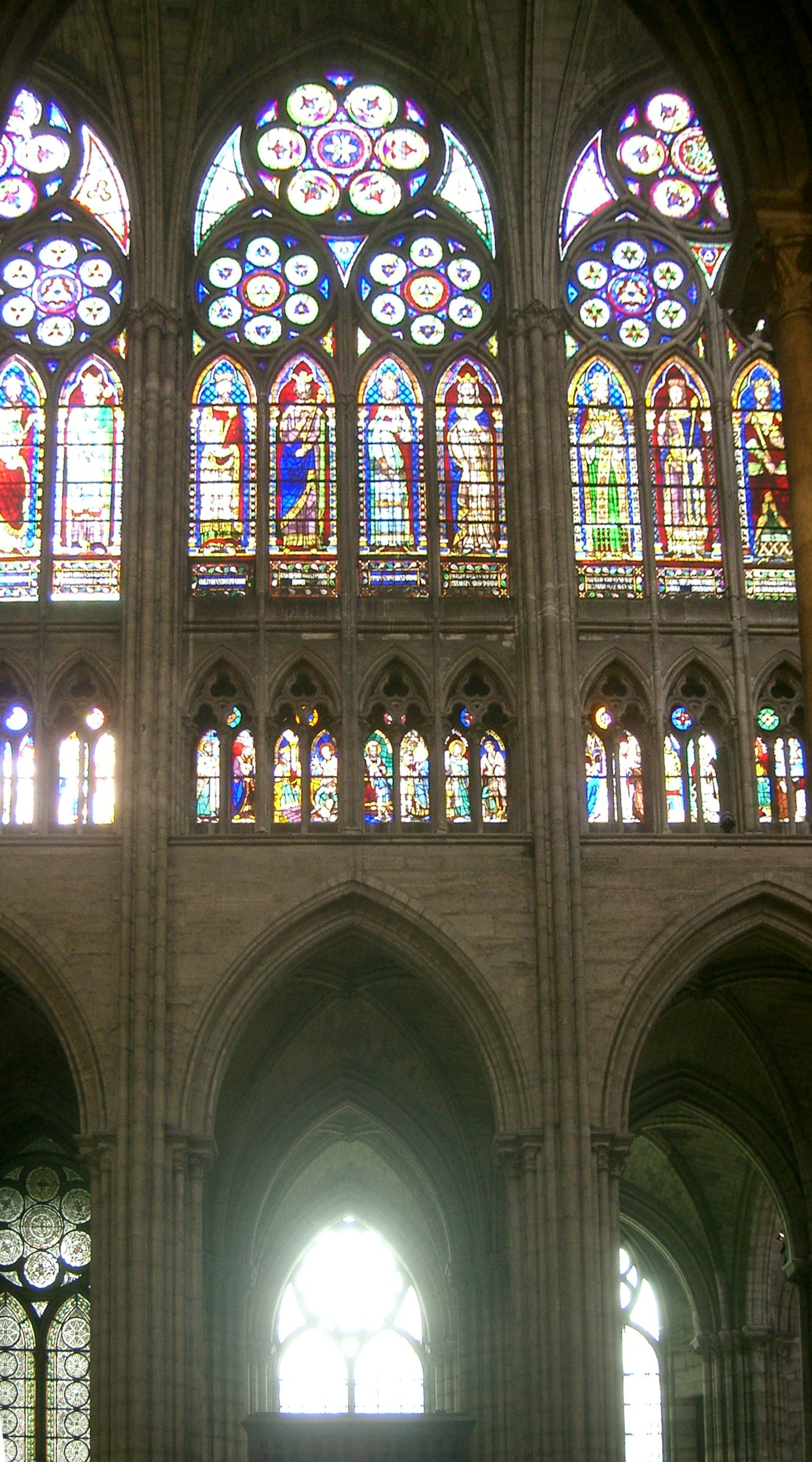
Basilica di Saint-Denis, Francia. Le polifore del livello più alto formano il cleristorio; al di sotto si trova il livello del triforio e/o del matroneo e ancora più in basso è quello delle arcate della navata centrale.

Il cleristorio (o claristorio) è il livello più alto della navata in una basilica romana o in una chiesa romanica o gotica. Il suo nome si deve al fatto che la sua traforazione di finestre permette al chiarore della luce di illuminare l'interno dell'edificio. Era già stato usato dai Romani, in ciò probabilmente influenzati dall'architettura ellenistica, nelle basiliche, nelle terme o nei palazzi.
A volte le finestre sono piccole, semplici tondi, quadrilobi o triangoli sferici. Nei grandi edifici, tuttavia, il cleristorio è una struttura importante. Le volte a crociera dell'architettura gotica concentrano il peso e la spinta del tetto, liberando spazio sui muri per una finestrazione più ampia del cleristorio. Nelle chiese gotiche, il cleristorio è generalmente diviso in vani dai piloni della volta che continuano le stesse alte colonne che formano le arcate che separano le navate laterali da quella centrale.
Sotto il cleristorio e sopra l'arcata, poteva essere inserito un piano addizionale, il triforio, che contribuiva notevolmente ad incrementare l'altezza della navata gotica. Il triforio consiste di uno stretto passaggio inserito nel muro, sotto le finestre del cleristorio e sopra l'ampia galleria che sovrasta le navate laterali. Il triforio è aperto sulla navata attraverso una sua arcata, spesso raddoppiando o triplicando il numero di archi del vano. Il termine è applicabile anche ai templi egizi, in cui la luce penetrava negli ambienti colonnati attraverso aperture nelle pareti verticali vicino alla copertura.

Per estensione sono oggi considerate "luci di cleristorio" tutte le file di finestre che si trovano sopra il livello orizzontale.

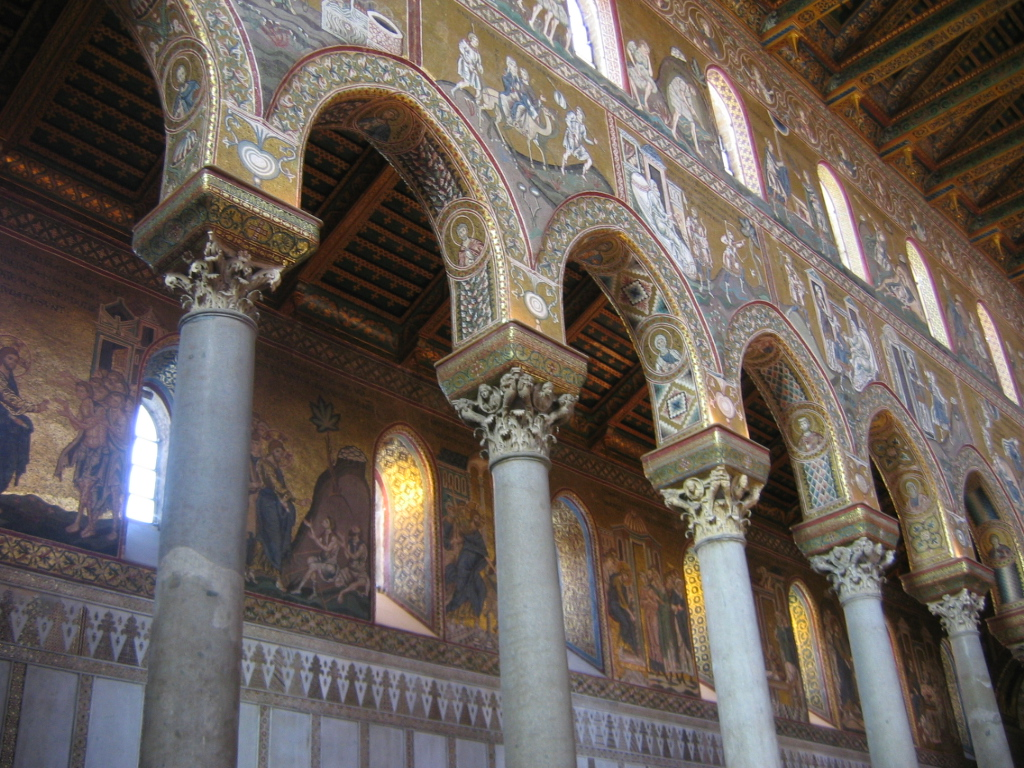
Cleristorio bizantino senza triforio nel Duomo di Monreale
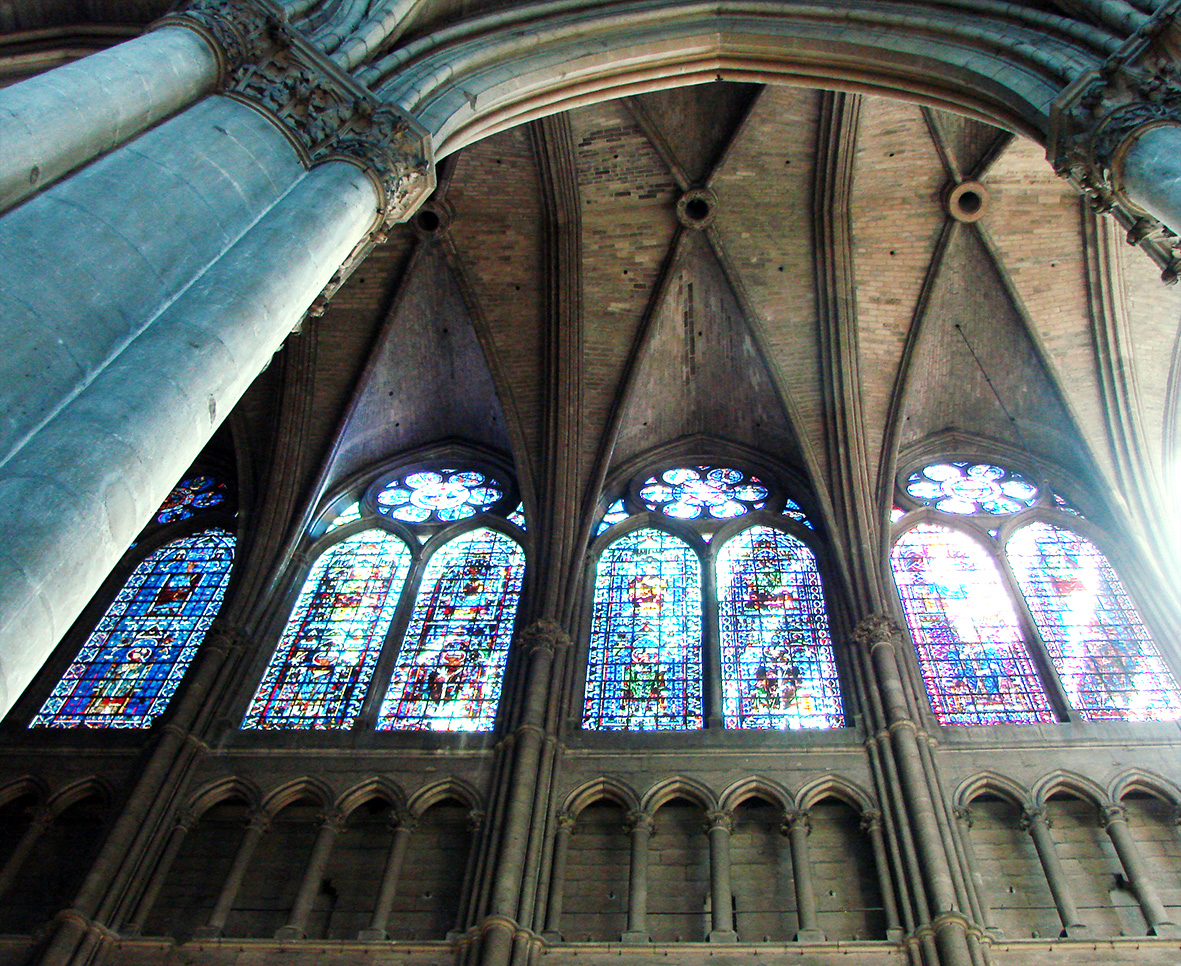
Cleristorio formato da bifore della Cattedrale di Reims, Francia
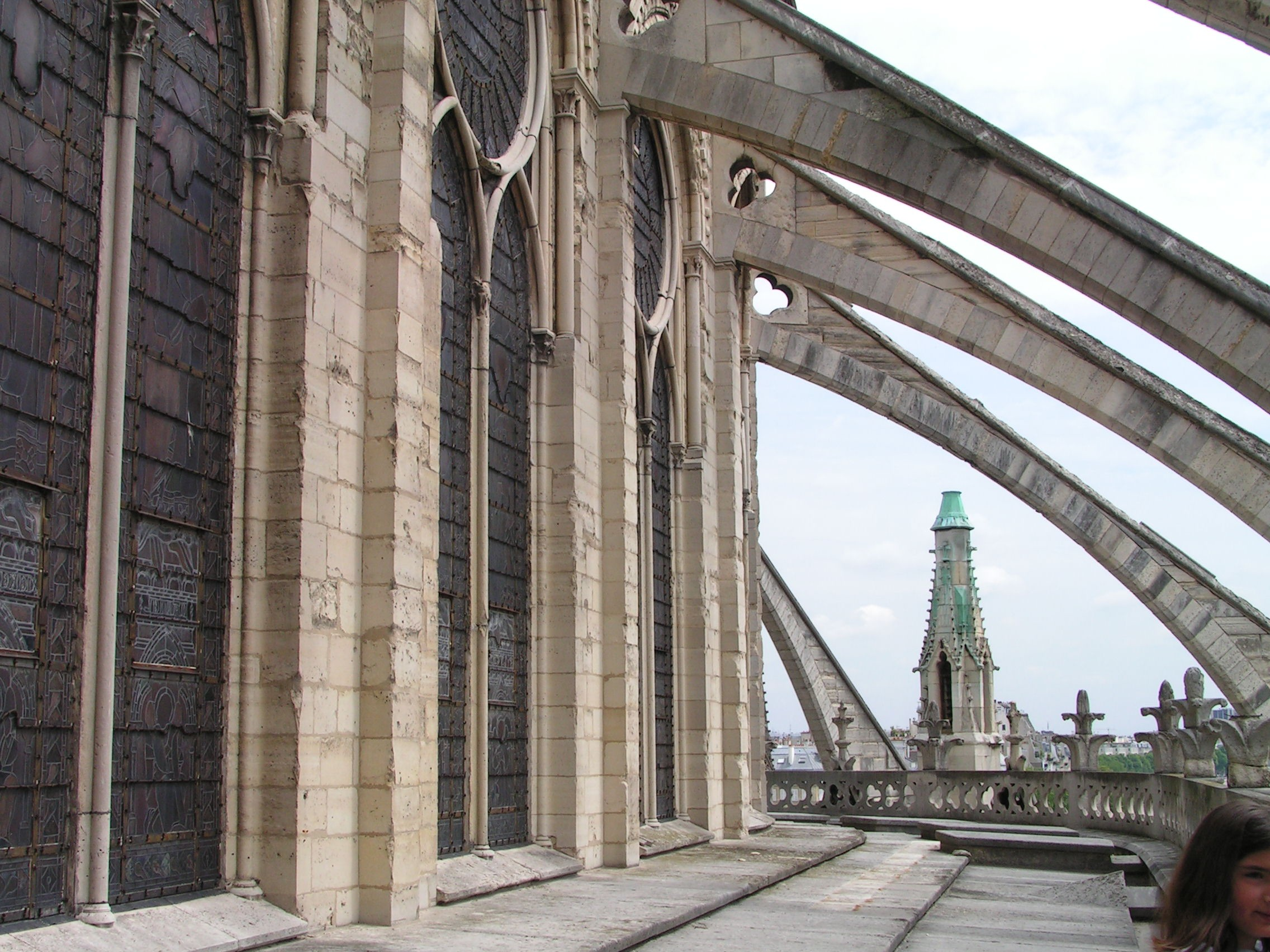
Particolare veduta del cleristorio di Notre-Dame a Parigi